# 鍾卓穎
鍾卓穎（英語： Cheuk Wing；1998年1月27日—），暱稱Ash，香港女藝人，ViuTV選秀節目《全民造星IV》81號參賽者，60強止步。現為MakerVille旗下合約女藝員。

## 簡介

### 參加全民造星IV
於2021年報名參加ViuTV選秀節目《全民造星IV》，參賽編號為81號。 在前哨戰比賽，以歌曲演繹《All About That Bass》，不敵陳泳伽（Winka）而跌入復活區。前哨戰後被成功復活，並加入梁祖堯導師的B組，最後於60強止步。

## 感情生活
《全民造星IV》比賽期間被發現已與台灣人阿龍結婚，但於2021年12月底與歌手張天賦傳出緋聞，後更傳出離婚消息。

## 演出

### 電視節目主持（ViuTV）
- 2022-25年：《Chill Club推介》 (第470集開始)
- 2022年：《設計新浪潮II》 (第10集開始)
- 2022年：《老友再起飛》 (第10集開始)
- 2022年：《STEM精讀班》 (第59集開始)
- 2022年：《波係咁踢》 (第22至30集)
- 2023年：《養生一族》 (第40集開始)
- 2023年：《黃金興趣班》 (第3集開始)
- 2023年：《豆釘遊學團》
- 2023年：《準時開飯》
- 2023-25年：《Chill Club》第173及175集〈年度推介拉票之夜〉，及第214集開始
- 2023年：《Chill Club 推介榜年度推介22/23》
- 2023年：《撞名撞城遊一番》
- 2023-25年：《我想身體健康》
- 2023年：《撞鬼自駕遊》
- 2023年：《全星暑假：P1X3L 5G上台計劃》
- 2024年：《P1X3L 5G八星賀歲》
- 2024年：《Chill Club 推介榜年度推介23/24》
- 2024-25年：《今晚煮邊科》 (第47集開始)
- 2024-25年：《P1X3L 5G上位計劃》

### 電視節目演出（ViuTV）
- 2021年：《全民造星IV》參賽者
- 2022年：《拆你個夢》夢境部分戲劇演出 (第1及第3集)
- 2023年：《ViuTV年中無休2023節目發佈會》新節目宣傳(《撞名撞城遊一番》、《我想身體健康》)
- 2023年：《全星暑假：夏の競技》參賽者
- 2023年：《ViuTV 2024》新節目宣傳(《P1X3L 5G八星賀歲》、《公司冇逼我跑馬拉松》)
- 2024年：《公司冇逼我跑馬拉松》參加者 (主要亮相：第1集)

### 電視劇演出（ViuTV）
- 2024年：《出租大叔》飾 雪雪母親
- 2024年：《無用的謊言》飾 夏欣
- 2025年：《社畜再培訓先導計劃》飾 Hailey
- 2025年：《小島奇譚》飾 鬼同事

### 音樂演出
- 2021年：《Espresso Live | Chan Jo x Kay x Sinnie Ng x ASH x Mui x Emiko （页面存档备份，存于）》
- 2022年：《ViuTV 2023》「ViuTV妹豬Five」開場表演《Light The Sky》、《二人世界盃》 （页面存档备份，存于）
- 2023年：《P1X3L 5G上台計劃》台北限定公演
- 2023年：梅艷芳《再續．緣份》管弦樂慈善音樂會
- 2024年：《P1X3L 5G On Stage! （页面存档备份，存于）》
- 2025年：Ash × Hei羅子熙 情人節快閃Busking (尖沙咀、旺角)
- 2025年：《PCCW-HKT Annual Dinner 2025》表演嘉賓 (P1X3L 5G)
- 2025年：Ash Here and Now Music Live (西九留白Livehouse)
- 2025年：FOOD PARC Music Night

### MV
- 2021年：張天賦《時候不早》MV女主角
- 2024年：P1X3L 5G《蒙著牌恭喜你》(ViuTV 2024年新春賀年歌)
- 2024年：P1X3L 5G《逆行星》(泰文版)

### 歌曲
- 2023年：P1X3L 5G《逆行星》
- 2024年：P1X3L 5G《蒙著牌恭喜你》(ViuTV 2024年新春賀年歌)
- 2024年：5G《Diamond Heart》(《P1X3L 5G On Stage!》5G限定團歌)
- 2025年：P1X3L 5G《逆行星》(泰文版)

## 外部連結
- 鍾卓穎的Instagram帳戶